# マシュー・スウィート
マシュー・スウィート（Matthew Sweet、1964年10月6日-）は、アメリカ合衆国のシンガーソングライター。オルタナティヴ・ロック、パワー・ポップの分野で活動。

## 来歴
ネブラスカ州出身。大学進学を機にジョージア州に移り、Oh-Okというバンドで活動。同バンドには、マイケル・スタイプ（R.E.M.）の妹も在籍していた。その他、Buzz of Delightというバンドでも活動したが、ソロ・アーティストとしてコロムビア・レコードと契約し、1986年にデビュー・アルバム『Inside』を発表。しかし、商業的成功に恵まれず、コロムビアとの契約を失う。1989年にA&Mレコードから発表した『アース』は、ロバート・クワイン（元リチャード・ヘル&ヴォイドイズ）やリチャード・ロイド（元テレヴィジョン）が参加したが、やはり成功には至らなかった。
1991年、Zoo Entertainmentから、サード・アルバム『ガールフレンド』発表。前作に引き続き、ロバート・クワインとリチャード・ロイドが参加しており、Billboard 200へのチャート・インを果たす（最高100位）。次作『オルタード・ビースト』（1993年）は、全米75位に達した。1994年にはカーペンターズのトリビュート・アルバム『イフ・アイ・ワー・ア・カーペンター〜カーペンターズに捧ぐ』に参加して、リチャード・カーペンターと共演している。
『100%ファン』（1995年）と『ブルー・スカイ・オン・マーズ』（1997年）は、パール・ジャム等との仕事で知られるブレンダン・オブライエンがプロデュースを担当。また、1997年公開の映画『オースティン・パワーズ』で、劇中バンドMing Teaのメンバーとして出演。マシューは、同シリーズの『オースティン・パワーズ ゴールドメンバー』（2002年公開）でも、同じ役柄のSid Belvedereとして出演している。
2002年、カウンティング・クロウズのアルバム『ハード・キャンディ』にゲスト参加。また、ショーン・マリンズやピート・ドロージと共にザ・ソーンズ（The Thorns）を結成。2003年3月、日本企画のソロ・アルバム『キミがスキ・ライフ』をエイベックスから発表し（ジャケット・デザインは奈良美智が担当）、同年7月にザ・ソーンズのファースト・アルバム『ザ・ソーンズ』を発表。ザ・ソーンズは、ジョン・メイヤーやディクシー・チックスのツアーに帯同し、その後マシューはソロ活動に戻る。
2004年のアルバム『リヴィング・シングス』には、ヴァン・ダイク・パークスがゲスト参加。また、ハンソンのアルバム『アンダーニース』のタイトル曲を、ハンソンのメンバー3人と共作。
2006年、映画『オースティン・パワーズ』シリーズでも共演したスザンナ・ホフスとの連名で、カヴァー・アルバム『アンダー・ザ・カヴァーズ Vol. 1』発表。ビートルズ、ニール・ヤング、ラヴ、ヴェルヴェット・アンダーグラウンド、ゾンビーズ、ママス&パパス等の楽曲を取り上げた。
2008年、アルバム『サンシャイン・ライズ』を発表。
2009年7月21日にスザンナ・ホフスとのデュオで、カヴァー集第2弾『アンダー・ザ・カバーズ -グレイテスト・ポップ・パラダイス-』を発表する。

## 人物
日本の漫画やアニメのファンとして知られ、「ガールフレンド」のミュージック・ビデオで『コブラ』を、「アイヴ・ビーン・ウェイティング」で『うる星やつら』を使用した。『100%ファン』日本盤初回CD（BVCP-801）のブックレットでは、マシューが好きな作品のトップ10リストが記載されている（『AKIRA』『ダーティペア』『うる星やつら』『コブラ』『アウトランダーズ』『クライング フリーマン』『バブルガムクライシス』『らんま1/2』『風の谷のナウシカ』『キャラバン・キッド』というラインナップ）。また、腕にラムのタトゥーを入れている。

## ディスコグラフィ

### スタジオ・アルバム
- Inside (1986年)
- 『アース』 - Earth (1989年)
- 『ガールフレンド』 - Girlfriend (1991年)
- 『オルタード・ビースト』 - Altered Beast (1993年)
- 『サン・オブ・オルタード・ビースト』 - Son of Altered Beast (1994年)
- 『100%ファン』 - 100% Fun (1995年)
- 『ブルー・スカイ・オン・マーズ』 - Blue Sky on Mars (1997年)
- 『イン・リヴァース』 - In Reverse (1998年)
- 『キミがスキ・ライフ』 - Kimi Ga Suki (2003年)
- 『リヴィング・シングス』 - Living Things (2004年)
- 『アンダー・ザ・カヴァーズ Vol.1』 - Under the Covers, Vol. 1 (2006年) ※ スザンナ・ホフスとの連名
- 『サンシャイン・ライズ』 - Sunshine Lies (2008年)
- 『アンダー・ザ・カバーズ -グレイテスト・ポップ・パラダイス-』 - Under the Covers, Vol. 2 (2009年) ※スザンナ・ホフスとの連名
- Modern Art (2011年)
- Under the Covers, Vol. 3 (2013年) ※スザンナ・ホフスとの連名
- Tomorrow Forever (2017年)
- Tomorrow's Daughter (2018年)
- Wicked System of Things (2018年)
- Catspaw (2021年）

### コンピレーション・アルバム
- 『タイム・カプセル〜ザ・ベスト・オブ・マシュー・スウィート1990-2000』 - Time Capsule: Best of 90/00 (2000年)
- To Understand: The Early Recordings of Matthew Sweet (2002年)
- Platinum & Gold Collection (2004年)
- Completely Under the Covers (2015年) ※スザンナ・ホフスとの連名